# Minora
Minora (łac. Diocesis Minorensis, wł. Minori) – stolica historycznej diecezji w Italii erygowanej w roku 987, a włączonej w roku 1818 w skład archidiecezji Amalfi. 
Współczesne miasto Minori w prowincji Salerno we Włoszech. Obecnie katolickie biskupstwo tytularne ustanowione w 1968 przez papieża Pawła VI. 

## Biskupi tytularni
| Lp. | Biskup               | Funkcja                                         | Od               | Do              |
| --- | -------------------- | ----------------------------------------------- | ---------------- | --------------- |
| 1   | Karl Joseph Alter    | emerytowany arcybiskup Cincinnati (USA)         | 19 lipca 1969    | 31 grudnia 1970 |
| 2   | Nicola Rotunno       | nuncjusz apostolski                             | 29 czerwca 1974  | 27 lutego 1988  |
| 3   | Zacarías Ortiz Rolón | wikariusz apostolski Chaco Paraguayo (Paragwaj) | 12 marca 1988    | 12 lipca 2003   |
| 4   | Mario Giordana       | nuncjusz apostolski                             | 27 kwietnia 2004 |                 |